# Шаклеїн Євгеній Васильович
Шакле́їн Євге́ній Васи́льович (*7 листопада 1921, село Шаклеї, Селтинський район) — педагог, Заслужений вчитель школи РРФСР (1969).
В 1956 році закінчив УДПІ. Понад 10 років був директором школи-інтернату № 2 міста Іжевська. Учасник Другої світової війни, за що нагороджений орденами Червоної Зірки (1944) та Вітчизняної війни I ступеня (1985).

## Твори
- Звонок с урока: Из опыта работы. Ижевск, 1983
- Дед Евсей и Тараска. Ижевск, 1996.